# Sasamaso
Sasamaso is een Malagassische thrashmetalband uit Antananarivo. De band werd opgericht in 2002 en is daarmee de oudste thrashmetalband van het land.
Zowel de naam van de band als de liedteksten zijn in het Malagassisch. Sasamaso betekent "oogspoelmiddel" of "reinig je ogen".

## Geschiedenis
Sasamaso werd in 2002 opgericht door zangeres RaSah en haar broer, gitarist RaGé. RaSah zong in de rockband Mephisto maar wilde met de nieuwe band zwaardere muziek maken. De oorspronkelijke bezetting bestond verder uit gitarist RaKaltz, bassist Dourax en drummer Andrianina. Allen waren afkomstig uit Soixante-Sept Hectares, een gevaarlijke wijk in Madagaskars hoofdstad Antananarivo. Hun ervaringen in deze wijk komen terug in de liedteksten.
Op 16 januari 2004 werd een titelloze demo in eigen beheer uitgebracht. Later tekende Sasamaso bij het Franse onafhankelijke platenlabel Legion of Death en kon ze rekenen op enige internationale bekendheid. In 2013 werd de band opgeheven, nog voordat een 7"-ep uitgebracht kon worden bij het label. Vier jaar later kwamen de leden in een gewijzigde bezetting weer bij elkaar. Hoewel er geen album op de demo volgde, heeft de band wel meer nummers opgenomen.